# Heiko Schaffartzik
Heiko Schaffartzik (Berlín, 3 de enero de 1984) es un jugador alemán de baloncesto que pertenece a la plantilla del Hamburg Towers de la Basketball Bundesliga. Mide 1,83 metros de altura y ocupa la posición de Base. Es internacional absoluto con Alemania.

## Carrera profesional
A la edad de 13 años enfermó de leucemia y tuvo que dejar el baloncesto durante algún tiempo. Ahora visita cada año con el equipo nacional el hospital donde fue curado.
Jugó desde enero de 2011 a mayo de 2013 en el ALBA Berlín en la Basketball Bundesliga. Desde 2013 a 2015 jugó en el Bayern Múnich (baloncesto). En 2008 participó en el BBL All-Star jugando para el equipo sur y anotando nueve puntos.
En su carrera, ya ha jugado en varios clubes en Alemania como el EWE Baskets Oldenburg, el EnBW Ludwigsburg, el Giessen 46ers o el Phantoms Braunschweig. Tuvo un breve paso por el Türk Telekom B.K. turco.
Al el final de la temporada 2004/05 dio positivo por marihuana en un control antidopaje. La muestra fue del 10 de junio, tres días después del último partido de los Giessen 46ers en los playoffs contra Brose Baskets. La BBL le suspendió cuatro partidos y su club, el Giessen 46ers, le rescindió el contrato automáticamente.

## Selección nacional
El seleccionador alemán Dirk Bauermann le convocó por primera vez para el Eurobasket 2009 y desde entonces acude con la selección.
Heiko Schaffartzik se dio a conocer en los amistosos contra Grecia y Croacia, donde acabó con un 100% de tiros de tres. El 30 de julio de 2015, en el Torneo de Trento en el partido contra Italia, jugó su partido número 100 con la selección.

## Estadísticas

### Euroliga
| Año       | Equipo | PJ | PT | MPP  | %TC  | %3P  | %TL  | RPP | APP | ROB | TPP | PPP |
| --------- | ------ | -- | -- | ---- | ---- | ---- | ---- | --- | --- | --- | --- | --- |
| 2012-2013 | ALBA   | 21 | 1  | 20.7 | .339 | .341 | .917 | .9  | 2.6 | .1  | .0  | 6.2 |
| 2013-2014 | Bayern | 22 | 1  | 20.8 | .407 | .329 | .857 | 1.8 | 2.8 | .3  | .0  | 5.9 |
| 2014-2015 | Bayern | 10 | 2  | 21.8 | .509 | .462 | .824 | 2.3 | 2.8 | .5  | .0  | 8.8 |
| Total     |        | 53 | 5  | 20.9 | .399 | .360 | .873 | 1.5 | 2.7 | .3  | .0  | 6.2 |